# 희소금속
희소금속(稀少金屬)은 천연의 존재량 자체가 적은 금속이나 수량은 많지만 농축된 고품위(高品位)의 광석이 적은 금속, 수량은 많지만 순수한 금속으로서 추출하기 힘든 금속 등 세가지 중에서 어느 한 가지에 해당되는 금속을 일컫는다. 예를 들면 바륨·베릴륨·셀레늄·갈륨·게르마늄·니오브·토륨·우라늄 등이다. 이 희소금속은 첨단기술산업은 물론 여러 가지 산업에 이용되고 있다. 

## 같이 보기
- 귀금속